# Salem Al-Omzae
Salem Al-Omzae (1º gennaio 1992) è un calciatore yemenita, attaccante dell'Al-Tilal e della nazionale yemenita.

## Carriera

### Club
Ha sempre giocato nel campionato yemenita.

### Nazionale
Ha esordito in Nazionale nel 2016 e preso parte alla Coppa d'Asia 2019.